# Linas
Linas  [linas] je francouzské město v departementu Essonne, v regionu Île-de-France, 25 kilometrů jihozápadně od Paříže.

## Geografie
Sousední obce: Marcoussis, Montlhéry, Ollainville, Longpont-sur-Orge, Saint-Germain-lès-Arpajon a Leuville-sur-Orge.
Městem protéká řeka Salmouille.

## Historie
Při nehodě na závodním okruhu Linas-Montlhéry zemřel lyžař Henri Oreiller.

## Vývoj počtu obyvatel
Počet obyvatel

## Památky
- kostel Saint-Merry

## Partnerská města
- Zingan, Burkina Faso